# Szwecja na Letniej Uniwersjadzie 2009
Szwecję na Letniej Uniwersjadzie reprezentowało 62 zawodników. Szwedzi zdobyli jeden medal - złoty. 
Sporty drużynowe w których Szwecja brała udział:
| Dyscyplina  | Mężczyźni | Kobiety |
| Koszykówka  |           |         |
| Piłka nożna |           |         |
| Piłka wodna |           |         |
| Siatkówka   | ✔         | ✔       |

## Medale

### Złoto
- Jessica Samuelsson - lekkoatletyka, siedmiobój